# Улрих I фон Берг
Улрих I фон Берг (на немски: Ulrich I von Berg; на латински: Udalricus comes de Berge; † 22 декември 1209) от швабския графски род фон Берг е граф на Берг в Баден-Вюртемберг.

## Произход
Той е вторият син на граф Диполд II фон Берг-Шелклинген († 1160/1165) и съпругата му графиня Гизела фон Андекс († 1150), дъщеря на граф Бертхолд II фон Дисен-Андекс († 1151) и първата му съпруга София фон Истрия († 1132). Внук е на граф Хайнрих I фон Берг († пр. 1116) и правнук на граф Попо I фон Берг-Шелклинген († 1110) и София Унгарска († 1110), дъщеря на унгарския крал Саломон (1052 – 1087) и Юдит Мария Швабска († 1092/1096), дъщеря на император Хайнрих III (1017 – 1056).
Улрих I фон Берг е брат на Бертхолд фон Берг-Шелклинген († сл. 1195), Хайнрих фон Берг († 1197), епископ на Пасау (1169 – 1171) и Вюрцбург (1191 – 1197), Ото II фон Берг († 1220), епископ на Фрайзинг (1184 – 1220), Диполд фон Берг († 1190), епископ на Пасау (1172 – 1190), Манеголд фон Берг († 1215), епископ на Пасау (1206 – 1215). Роднина е на епископа на Бамберг Ото VI фон Андекс († 1196) и на граф Бертхолд I фон Хенеберг († 1312), епископ на Вюрцбург.

## Фамилия
Улрих I фон Берг се жени за Аделхайд фон Ронсберг († сл. 10 февруари 1205), дъщеря на граф и маркграф Хайнрих I фон Ронсберг († 1191) и Удилхилд фон Гамертинген († 1191). Те имат децата:
- Хайнрих III фон Берг-Шелклинген († сл. 1241), граф на Берг-Шелклинген и маркграф на Бургау в Херцогство Швабия, женен за Аделхайд фон Шелклинген
- Диполд († сл. 1220), (вероятно извънбрачен), граф на Кьорш-Айхелберг